# Åvestbo
Åvestbo  är en by cirka tio kilometer sydost om Fagersta i Västanfors socken i Fagersta kommun. Byn ligger vid riksväg 66 väster om sjön Stora Aspen, som genom Kolbäcksån är förbunden med Mälaren.
Byn har bussförbindelse med Fagersta genom VL:s linje 83 som trafikerar Fagersta-Färna via Åvestbo ett antal gånger om dagen. 